# Probithia exclusa
Probithia exclusa là một loài bướm đêm trong họ Geometridae.